# Heinrich Buess
Heinrich Buess (* 17. Mai 1911 in St. Chrischona; † 31. Dezember 1984 in Basel) war ein Schweizer Gynäkologe, Betriebsarzt und Medizinhistoriker. Er war Vorsteher des Medizinhistorischen Instituts der Universität Basel.

## Leben
Nach der Matura am Humanistischen Gymnasium Basel studierte Buess Medizin an den Universitäten Basel und Tübingen. 1937 wurde er in Basel promoviert. Es folgte die Facharztausbildung zum Gynäkologen bis 1942. Während des Zweiten Weltkriegs leistete er 600 Tage Aktivdienst. Er absolvierte ein medizinhistorisches Zweitstudium, bei welchem er einer der ersten Stipendiaten des Nationalfonds war. 1946 wurde er an der Universität Basel habilitiert.
Buess war von 1946 bis 1971 zuerst Fabrikarzt, dann leitender Werkarzt bei der Ciba. Bei Chemiearbeitern entdeckte er 1950 die Chrom-Enteropathie und 1964 die Pyrazol-Anämie. 1949 nahm er eine Gastprofessur an der Freien Universität Berlin wahr. 1951/1952 machte er einen Studienaufenthalt in den Vereinigten Staaten. Ab 1956 war er ausserordentlicher Professor für Geschichte der Medizin an der Universität Basel. Anfang September 1964 war Buess Präsident des in Basel abgehaltenen XIX. Internationalen Kongresses für Geschichte der Medizin.
In seinen Schriften behandelt er unter anderem die Geschichte des schweizerischen Gesundheitswesens, der Pathologie, der Frauenheilkunde und der Medizin des 16. bis 17. Jahrhunderts.
Heinrich Buess war ab 1942 mit Margaretha Kuny, von Muttenz, verheiratet.

## Veröffentlichungen (Auswahl)
- Medicochirurgisches in Ilias und Odyssee. In: Deutsche Medizinische Wochenschrift. Band 81, Heft 45, 1956, S. 1818–1822.
- Das Vermächtnis der Antike: Galenos von Pergamon. In: Schweizer medizinische Wochenschrift. Band 87, 1957, S. 173 ff.
- mit Huldrych M. Koelbing: Kurze Geschichte der ankylosierenden Spondylitis und Spondylose. J. R. Geigy, Basel 1964 (= Acta rheumatologica. Nr. 22).
- Historisch-systematische Tabellen zur Lehre von den chronischen, nicht-spezifischen Leiden der Wirbelsäule, insbesondere der Spondylitis ankylopoetica. In: Zeitschrift für Rheumaforschung. Band 23, 1964, S. 122 ff.